# Bühl (Zwitserland)
Bühl is een gemeente en plaats in het Zwitserse kanton Bern, en maakt deel uit van het district Seeland.
Bühl telt 413 inwoners.